# Manne Berggren

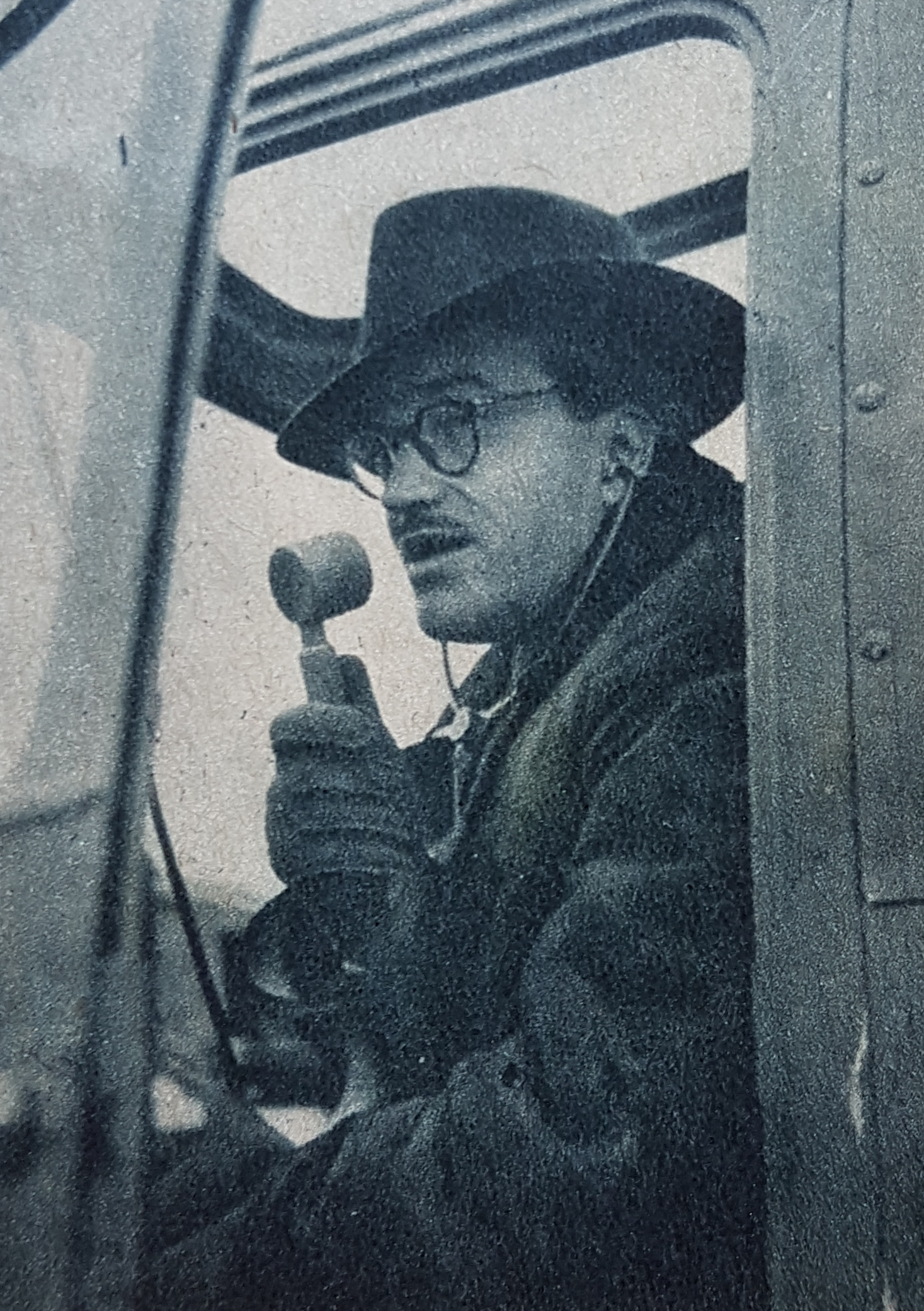
Manne Berggren

Manne Henrik Ernesto Berggren, född 14 maj 1913 i Annedal, Göteborgs och Bohus län, död 29 januari 1991 i Stockholm, var en svensk journalist, speaker och radioredaktör.
Berggren anställdes vid Radiotjänst 1938 som reporter. Han var en av de mera uppskattade radiorösterna under andra världskrigets dagar. 